# Élections législatives sierra-léonaises de 2023
Les élections législatives sierra-léonaises de 2023 ont lieu le 24 juin 2023 en même temps que l'élection présidentielle et les élections municipales afin d'élire les membres  du Parlement de Sierra Leone.

## Contexte
La vie politique de la Sierra Leone est rythmée par l'alternance au pouvoir des deux principaux partis : le Parti du peuple de Sierra Leone (SLPP) et le Congrès de tout le peuple (APC). L'élection présidentielle de 2018 voit ainsi la victoire du candidat du SLPP, Julius Maada Bio, qui bat le dauphin du président sortant, membre de l'APC. Les élections législatives organisées en même temps que le premier tour donnent lieu à un Parlement minoritaire où l'APC domine sans toutefois disposer de la majorité absolue.
Élu au scrutin proportionnel plurinominal jusqu'à une réforme votée en 2007, les membres du parlement sont depuis élu au scrutin uninominal majoritaire à un tour dans autant de circonscriptions électorales. Julius Maada Bio entreprends courant juillet 2022 de faire adopter une nouvelle loi électorale marquant le retour à un système proportionnel. La loi est vigoureusement critiquée par l'APC, qui accuse le gouvernement de modifier les règles du scrutin à son avantage, les députés allant jusqu'à en venir aux mains et à se jeter des chaises lors des débats parlementaires. Le président parvient finalement à faire voter la loi électorale en septembre 2022. L'APC dépose en vain un recours auprès de la cour suprême, qui juge la loi constitutionnelle,.
Le gouvernement vote par ailleurs fin janvier 2023 une loi instaurant un quota de 30 % de femmes dans toutes les institutions, y compris le parlement,.
Les élections de 2023 ont lieu dans le contexte d'une situation économique difficile après la pandémie de Covid-19 et l'invasion de l'Ukraine par la Russie, qui perturbent fortement l'économie mondiale. Le taux de chômage élevé — culminant à 60 % chez les jeunes — et une forte inflation — 42,7 % sur un an en février 2023 — provoquent notamment des manifestations en août 2022 contre le coût de la vie. Ces dernières prennent une tournure violente, causant la mort de 21 manifestants et 6 membres des forces de l'ordre, un choc dans un pays jusque là loué pour ses efforts réussis de réconciliation post-guerre civile,. Si le thème du cout de la vie domine la campagne électorale de 2023, le système politique sierra-léonais reste néanmoins profondément lié aux appartenances ethniques. Une grande partie des électeurs continuent ainsi à voter pour le candidat originaire de leur région, dont ils attendent en retour qu'il les favorisent lors de la répartition des aides et projets économiques du gouvernement.

## Mode de scrutin

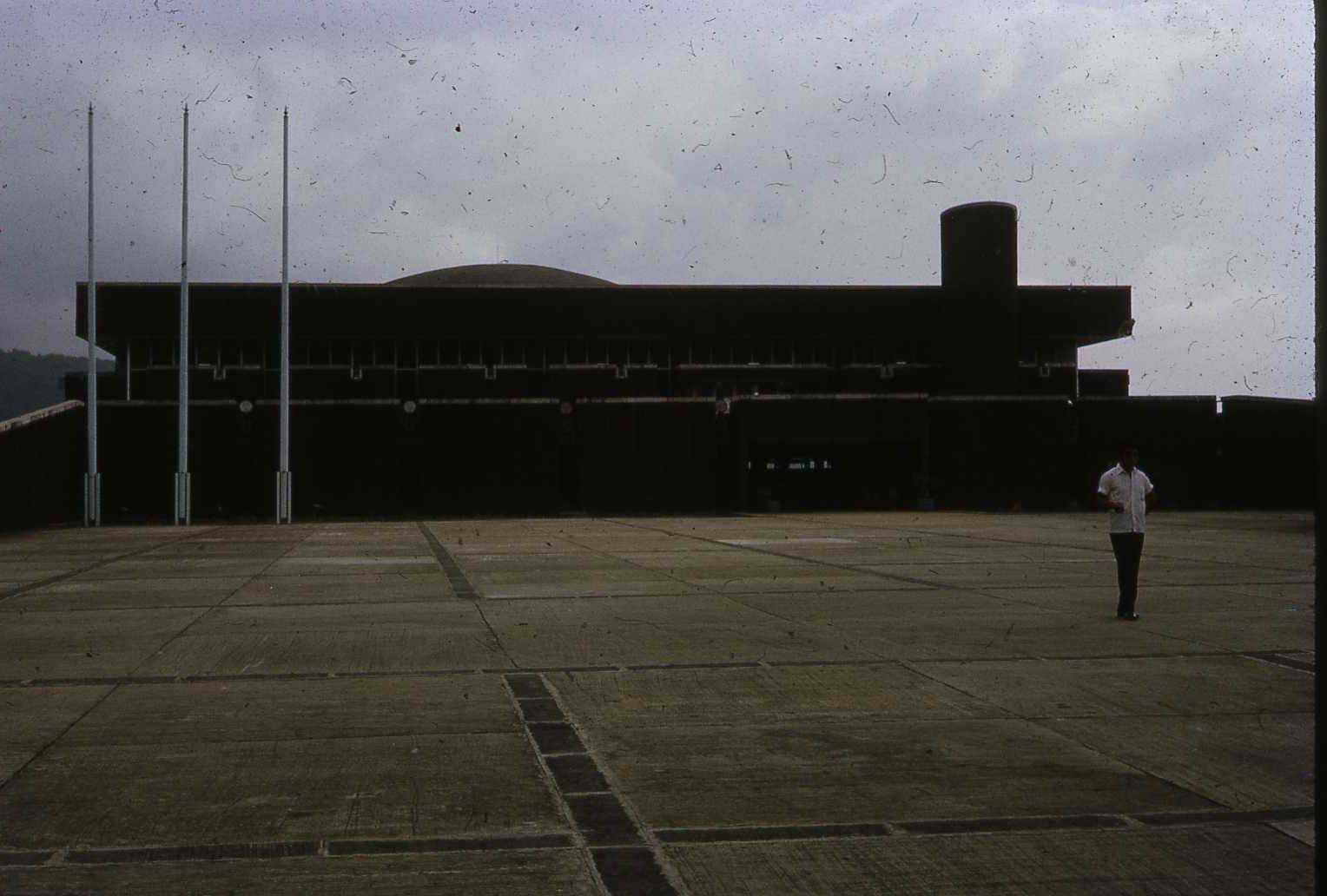
Le siège du Parlement à Freetown.

Le Parlement monocaméral de la Sierra Leone est composé de 149 sièges élus pour cinq ans, dont 135 au scrutin proportionnel plurinominal. Les quatorze sièges restants sont réservés aux chefs coutumiers des 190 chefferies héréditaires, qui élisent en leur sein au suffrage indirect leurs représentants, à raison d'un par district. Un quota impose qu'au moins 30 % des sièges soient occupés par des femmes.

## Résultats
|                           |                                                            |                  |                  |                  |        |               |  |  |  |  |  |  |  |  |
| Partis                    | Partis                                                     | Voix             | %                | +/-              | Sièges | +/-           |  |  |  |  |  |  |  |  |
|                           | Parti du peuple de Sierra Leone (SLPP)                     | 1 578 259        | 56,68            | 17,75            | 81     | 32            |  |  |  |  |  |  |  |  |
|                           | Congrès de tout le peuple (APC)                            | 1 113 882        | 40,00            | 0,07             | 54     | 14            |  |  |  |  |  |  |  |  |
|                           | Grande coalition nationale (NGC)                           | 18 169           | 0,65             | 8,04             | 0      | 4             |  |  |  |  |  |  |  |  |
|                           | Mouvement populaire pour le changement démocratique (PMDC) | 17 390           | 0,62             | 0,15             | 0      | en stagnation |  |  |  |  |  |  |  |  |
|                           | Alliance démocratique nationale (NDA)                      | 3 819            | 0,14             | en stagnation    | 0      | en stagnation |  |  |  |  |  |  |  |  |
|                           | Front révolutionnaire uni (RUF)                            | 1 502            | 0,05             | 0,03             | 0      | en stagnation |  |  |  |  |  |  |  |  |
|                           | Parti de la paix et de la libération (PLP)                 | 1 131            | 0,04             | 0,05             | 0      | en stagnation |  |  |  |  |  |  |  |  |
|                           | Parti de l'unité nationale et de la réconciliation (NURP)  | 1 000            | 0,04             | 0,03             | 0      | en stagnation |  |  |  |  |  |  |  |  |
|                           | Parti national indépendant de la République (RNIP)         | 560              | 0,02             | 0,01             | 0      | en stagnation |  |  |  |  |  |  |  |  |
|                           | Parti démocratique du peuple (PDP)                         | 516              | 0,02             | 0,08             | 0      | en stagnation |  |  |  |  |  |  |  |  |
|                           | Indépendants                                               | 48 464           | 1,74             | 2,23             | 0      | 3             |  |  |  |  |  |  |  |  |
|                           | Chefs coutumiers                                           | Chefs coutumiers | Chefs coutumiers | Chefs coutumiers | 14     | en stagnation |  |  |  |  |  |  |  |  |
|                           |                                                            |                  |                  |                  |        |               |  |  |  |  |  |  |  |  |
| Suffrages exprimés        | Suffrages exprimés                                         | 2 784 692        | 99,60            |                  |        |               |  |  |  |  |  |  |  |  |
| Votes blancs et invalides | Votes blancs et invalides                                  | 11 189           | 0,40             |                  |        |               |  |  |  |  |  |  |  |  |
| Total                     | Total                                                      | 2 795 881        | 100              | –                | 149    | 3             |  |  |  |  |  |  |  |  |
| Abstentions               | Abstentions                                                | 589 566          | 17,14            |                  |        |               |  |  |  |  |  |  |  |  |
| Inscrits / participation  | Inscrits / participation                                   | 3 374 258        | 82,86            |                  |        |               |  |  |  |  |  |  |  |  |